# Xiaoming Wang
Xiaoming Wang est un paléontologue et géologue né en République populaire de Chine, il vit et enseigne aux États-unis.

## Domaines d'expertise
Le professeur Wang est spécialisé dans l'évolution des fossiles, la systématique et la phylogénie des mammifères du Cénozoïque. Il a fait des recherches sur la biostratigraphie de la Mongolie-Intérieure et l'Asie dans son ensemble, la géochronologie de l'Asie, les paléoenvironnements du Plateau Tibétain, et les migrations de mammifères entre l'Eurasie et l'Amérique du Nord. Wang a également étudié la systématique et la phylogénie des canidés (chiens et de leurs proches) ainsi que des mammifères fossiles de la fin de l'Éocène par le biais du Pléistocène du Sud de la Californie et du Mexique.